# EastEnders

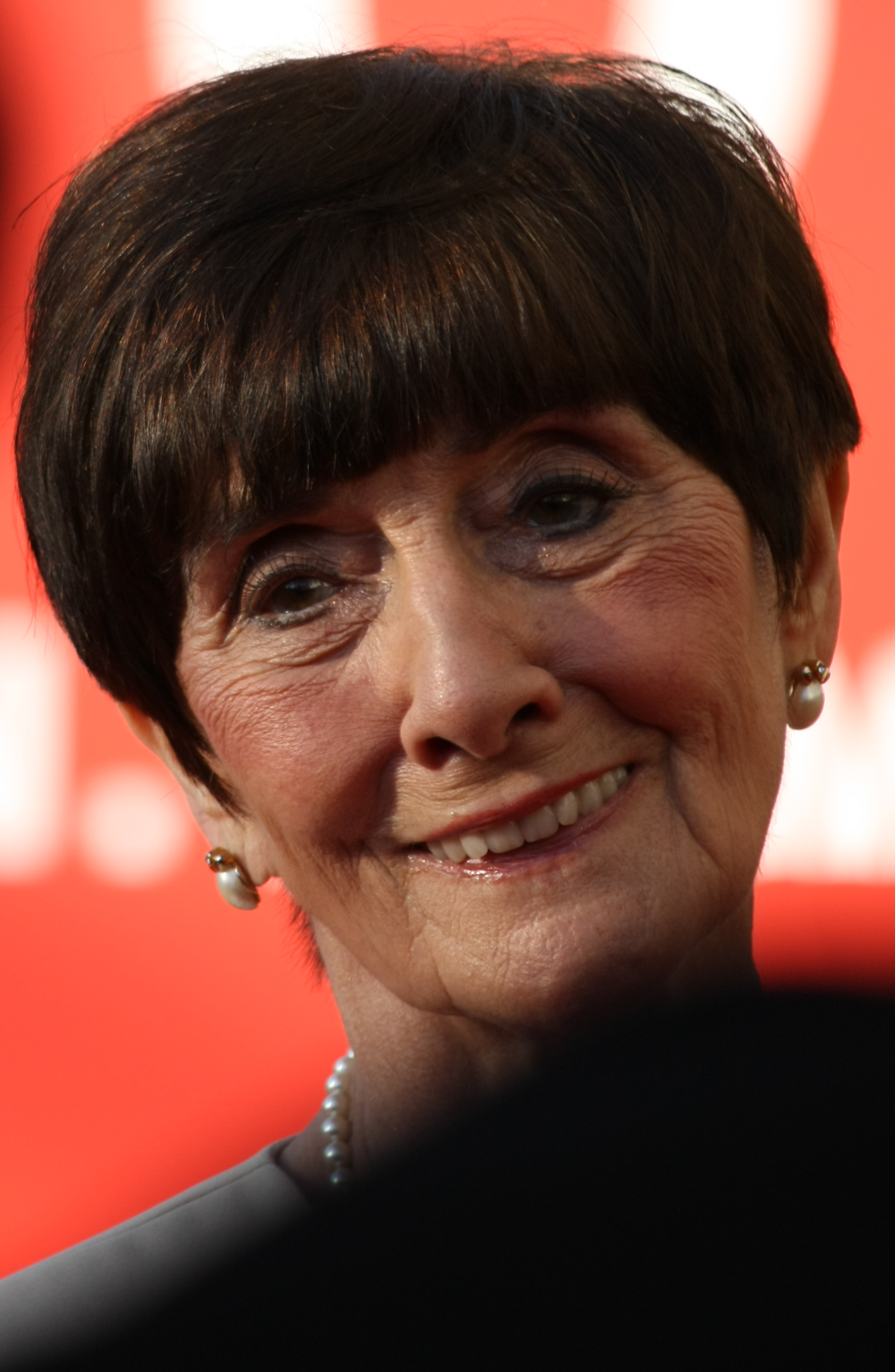
June Brown speelde van 1985 tot 2020 de rol van Dot Cotton. Zij vulde een complete aflevering met een monoloog

EastEnders is een Britse soapserie over het wel en wee van de bewoners van de fictieve wijk Walford in het Londense East End. De serie loopt sinds 1985 en wordt door de BBC geproduceerd en uitgezonden.
De verhaallijnen waren vooral in de beginjaren zeer realistisch en volks. Tegenwoordig lijkt EastEnders eerder sensationeel dan realistisch. Sinds 2001 wordt EastEnders vier keer per week uitgezonden.
De Queen Victoria Pub oftewel de Queen Vic is het centrum van alle perikelen van de hoofdpersonen; meer dan eens komen ze een drankje nuttigen in Walfords oudste kroeg, al dan niet gepaard gaand met roddels, ruzies, feestjes en schokkende onthullingen.
EastEnders wordt opgenomen ten noorden van Londen in de Elstree Studios te Borehamwood, Hertfordshire. Er zijn relatief veel buitenopnamen, verschillende personages zijn namelijk marktkooplui.

## Geschiedenis
EastEnders werd oorspronkelijk ontwikkeld met het idee niet zozeer een soap te maken maar een doorlopende realistische drama serie die twee keer per week zou worden uitgezonden en plaats zou vinden in een arbeiderswijk in het East End van Londen. Op 19 februari 1985 werd de eerste aflevering uitgezonden. In de eerste scene wordt een deur geforceerd en een lijk gevonden. Heel Walford (en Engeland) gonst al snel van de geruchten...
Door de realistische stijl en controversiële verhaallijnen werd EastEnders al snel de populairste soap van Engeland. Op kerstavond 1986 zagen 30 miljoen kijkers hoe kroegbaas Den Watts de scheidingspapieren aan zijn vrouw Angie overhandigde. Dit is nog altijd de best bekeken aflevering en sindsdien gaat het elk jaar heel mis. Het duurt meestal niet lang voor een gezellige kerstmaaltijd bruut verstoord wordt door schokkende onthullingen, ruzies, moord of onverwachte bezoekers. De bewoners geloven maar ieder jaar weer dat dit jaar toch echt de beste kerst wordt die Walford ooit zal zien.
Dankzij het succes werd in de jaren 90 de serie uitgebreid met een derde aflevering per week en later ook met nog een vierde. In de 21ste eeuw begon EastEnders het moeilijker te krijgen. Het echte East End was inmiddels enorm veranderd en lijkt in geen velden of wegen meer op het East End in de serie. Er verdwenen steeds meer langlopende en populaire personages en de smaak van de kijker veranderde waardoor EastEnders steeds sensationeler en minder realistisch werd.
Hoewel de serie door de jaren heen flink veranderd is begint elke aflevering nog steeds met dezelfde openingsmuziek over een draaiende kaart van Londen. Zowel de kaart als de muziek zijn meerdere keren gemoderniseerd maar in principe altijd hetzelfde gebleven. Het einde van bijna elke aflevering is ook nog steeds hetzelfde. Na een schokkende onthulling of plottwist klinkt het inmiddels legendarische "Duff Duff" tromgeroffel...

## Uitzendingen
EastEnders wordt normaal gesproken vier keer per week uitgezonden op BBC 1. Later op dezelfde avond worden de afleveringen herhaald op BBC 3. In Nederland zit die zender bij een aantal kabelaanbieders in een digitaal pakket. In het weekend wordt de hele week herhaald als aaneengeschakeld geheel op BBC 2.
EastEnders werd ook uitgezonden op het voormalige digitale kanaal BBC Entertainment met Nederlandse ondertiteling. Deze afleveringen liepen ongeveer een maand achter op BBC 1 en werden op meerdere tijdstippen herhaald.
EastEnders kent in tegenstelling tot bijvoorbeeld Goede tijden, slechte tijden geen zomerstop. Wel zijn er rond kerst en oud en nieuw extra afleveringen. Door sportwedstrijden en andere evenementen kunnen afleveringen soms vervallen of verschoven worden.

## Bekende personages
EastEnders heeft door de jaren heen heel wat markante personages voortgebracht. Hieronder enkele van de bekendste:
- Ian Beale: Ian is het enige personage dat al sinds de allereerste aflevering deel uitmaakt van de cast. Ian groeide op in de tijd van Thatcher en zijn extreme drang voor status en financieel succes staat vaak in de weg van een gezonde relatie met vrouwen en zijn kinderen. Hij is dan ook vijf keer getrouwd geweest. Ian is een angsthaas en wordt geregeld geïntimideerd en gechanteerd, niet zelden door Phil Mitchell, de vader van zijn halfbroer Ben.

- Phil Mitchell: Gangster Phil maakte jarenlang samen met zijn broer Grant Walford onveilig. De broers deelden bijna alles, inclusief hun vrouwen wat meer dan eens tot slaande ruzie leidde, totdat Grant naar Portugal verhuisde. Zoon Ben is in alles anders dan Phil had gewenst en door de druk die Phil op zijn zoon legt om meer op hem te lijken verandert een zachtaardige jongen in een verwarde jongeman met rampzalige gevolgen. Phil heeft een alcoholprobleem gehad en als de stress hem te veel wordt bestaat het risico dat hij weer naar de fles grijpt.

- Peggy Mitchell: De moeder van Phil. Peggy was jarenlang de eigenaresse van de Queen Vic en sommeerde menig ongewenste gast uit haar pub te verdwijnen. Ze trouwde met Frank Butcher, maar die bedroog haar met zijn oude vlam Pat Evans. De rivaliteit tussen de beide vrouwen komt pas ten einde wanneer Frank overlijdt. Nadat zoon Phil in 2010 onder invloed van drank en drugs de Vic in brand heeft gestoken, geeft Peggy haar eigen bemoeizucht de schuld en besluit ze Walford achter zich te laten. In 2016 keert ze, kort voor haar onvermijdelijke dood, voor een paar afleveringen terug om afscheid te nemen van Walford.

- Pat Harris/Beale/Wicks/Butcher/Evans: Pat stond bekend om haar enorme collectie oorbellen en gaf gewenst en ongewenst raad aan eenieder die wilde luisteren. Ze trouwde vier keer, maar haar ware liefde was Frank Butcher. Pat en Peggy waren jarenlang rivalen maar werden uiteindelijk goede vriendinnen na Franks overlijden. Pat overleed zelf op nieuwjaarsdag 2012 in het bijzijn van haar familie aan de gevolgen van kanker.

- Dot Cotton/Branning: De kettingrokende roddeltante Dot is diepgelovig en citeert regelmatig uit de Bijbel. Zoon Nick was bij leven slecht tot op het bot en heeft haar meerdere keren proberen te vermoorden. Dots moederliefde zorgde ervoor dat ze hem telkens weer een laatste kans gaf tot aan zijn overlijden. Ze trouwde op latere leeftijd met Jim Branning die later door een beroerte werd getroffen en daarna in een verzorgingstehuis woonde.

## Controversiële onderwerpen
EastEnders schuwt controverses niet. Onderwerpen die EastEnders heeft behandeld zijn onder andere tienerzwangerschappen, drugsverslaving, wiegendood, verkrachting, hiv, homoseksualiteit binnen de islamitische gemeenschap, euthanasie, pedofilie en huiselijk geweld.
Tienerzwangerschappen zijn tegenwoordig niet bepaald schokkend meer maar dat was wel anders toen de 16-jarige Michelle Fowler in 1985 aankondigde dat ze zwanger was. Het leidde tot veel debat en bovenal tot veel speculatie over de identiteit van de vader. Uiteindelijk bleek dat Michelle het had gedaan met kroegbaas Den Watts ("Dirty Den"), de vader van haar beste vriendin Sharon. Kijkers smulden van het verhaal en de populariteit van EastEnders nam snel toe.
Nadat de Britse overheid had gevraagd om meer en betere voorlichting rondom hiv en aids besloot EastEnders hierop in te haken. Mark Fowler werd het eerste vaste soappersonage ter wereld dat hiv-positief was. De brutale en egoïstische puber keerde in 1990 terug als een uiterst gesloten en serieuze jongeman. De serie volgde Mark terwijl hij leerde om te gaan met de realiteit en de restricties van zijn situatie, zijn ouders de waarheid vertelde, zijn ex en een vriend verloor aan aids, publiekelijk werd zwartgemaakt en uiteindelijk in 2003 emotioneel afscheid nam van zijn familie en vrienden nadat zijn aids-remmers stopten met werken. Een jaar later overleed hij. Mede dankzij EastEnders namen de vooroordelen en misverstanden rondom hiv en aids in het Verenigd Koninkrijk af.
Ethel Skinner was de beste vriendin van Dot Cotton. In de beginjaren van de serie was ze vaak te zien met haar hondje Willy en roddelde ze er op los. Langzaam maar zeker verscheen ze steeds minder. In 2000 keerde Ethel voor het laatst terug met een ongewoon verzoek aan Dot. Ethel wilde geholpen worden met sterven. Ondanks Dots diepe geloofsovertuiging stemde ze uiteindelijk in met de wens van haar hartsvriendin. Na Ethels dood worstelde Dot lang met haar geweten, haar geloof en het gevoel dat ze gestraft diende te worden voor haar zonden. Dit verhaal was erg controversieel en werd later opgenomen in het lesmateriaal in aantal studies over geloof en recht. Euthanasie is nog steeds verboden in het Verenigd Koninkrijk.
Toen Tony King eind 2008 uit de gevangenis kwam was de hele familie opgewonden. Bianca Jackson had haar vriend weer terug en haar kinderen hun stiefvader maar er bleek al snel iets heel duisters aan de hand. Tony verscheen in de kamer van zijn 15-jarige stiefdochter Whitney en ze zoenden elkaar als geliefden. Tony beloofde een stapelverliefde Whitney dat ze samen weg konden gaan als ze 16 jaar zou worden. Eenmaal op haar 16e verjaardag besloot Whitney echter Bianca de waarheid te vertellen over hun relatie.
Bianca geloofde Whitney eerst niet maar Whitney hield vol dat ze echt verliefd waren en met elkaar sliepen. Tot grote schok van Bianca bleek dat dit al gaande was vanaf haar dertiende. Tony werd gearresteerd maar Whitney weigerde in eerste instantie te geloven dat Tony een pedofiel was en had daarna nog lang problemen met haar conflicterende gevoelens voor hem. De pers beschreef dit verhaal als walgelijk en zo'n 200 kijkers dienden klachten in bij de Britse mediawaakhond.

Kinderbeschermingsorganisaties prezen juist het feit dat EastEnders liet zien dat pedofielen niet in de bosjes schuilen maar vaak dichter bij huis zijn dan je denkt.

## Eastenders in Nederland
In 1986 zond de VARA Eastenders uit op de Nederlandse TV. Het werd geen succes.
In 1993 probeerde de VARA het opnieuw, ditmaal met een Nederlandse bewerking genaamd Het Oude Noorden. Ook deze serie verdween weer snel van de buis.